# 부뚜
부뚜 (베트남어: Vũ Tú)(1987년생)는 베트남의 석조 조각 예술가이다. 그는 1987년 2월 20일, 박닌성 루엉따이현 름타오사 응옥꾸안 마을에서 태어났다. 불교를 주제로 한 석조 조각 작품으로 알려져 있으며, 일부 국내 언론에서는 예술계의 "최우수 수재(Khôi nguyên)" 또는 조각 분야의 "쯔엉우옌의 꽃(hoa Trạng nguyên)"이라고 소개한 바 있다.

## 경력
부뚜는 박닌성의 유교 전통이 깊은 가문에서 태어났다. 일부 자료에 따르면, 그는 레–찐 시대의 저명한 학자 부미엔(Vũ Miên)의 후손으로 알려져 있다. 그가 태어난 지역은 전통문화와 학문을 중시하는 풍토로 평가된다.
처음에 그는 흥득대학교(Đại học Hồng Đức)에서 물리학을 전공하였다. 학업 성적이 우수하여 수석으로 졸업하였으며, 수학과 물리를 중심으로 한 자연과학 분야의 기초가 탄탄한 것으로 알려져 있다.
졸업 후, 부 뚜는 조각 예술 분야로 진로를 바꾸었다. 그는 주로 독학으로 석조 조각 기술을 익혔다. 그는 호치민시 미술대학, 후에 예술대학교, 그리고 다낭의 논느억(Non Nước) 석조 마을 등에서 기술을 배우고 실습한 경험이 있다. 논느억 마을은 오랜 전통을 가진 석조 조각 중심지로 잘 알려져 있다.
그의 작품은 주로 불교적 주제를 다루며, 불상, 보살상, 어린 승려 조각 등이 포함된다. 그의 조각은 수공예적 기법과 기하학적 계산, 빛과 비율에 대한 이해가 결합되어 있다는 평가를 받는다. 과학적 배경은 그의 예술 접근 방식에 영향을 준 것으로 해석된다.

## 전문 활동
부 뚜는 하노이에서 열린 베트남 전국 미술 전람회 등 국내 주요 미술 전시에 참여하였으며, 미썬(Mỹ Sơn)과 같은 문화유산 지역에서 열린 전시에도 참가하였다. 그의 작품 일부는 베트남 전역의 공공장소, 사찰, 문화센터 등에 전시되어 있다.

## 참고문헌
1. ↑  남부 예술계의 "Khôi nguyên" 존재 | 베트남 타이빈성 문화예술협회
2. ↑  남부 문학: 저명한 학자 부 미엔과 시각 예술가 부 뚜 – 경북 지역의 충성스럽고 덕망 있는 인재들
3. ↑  흥득대학교 27주년 기념 기사 (1997–2024): 부 뚜 – 세계 조각 예술계의 첫 번째 수석 졸업자
4. ↑  조각가 부 뚜와 다낭의 땅 | 베트남 전통 공예촌 협회
5. ↑  조각가 부 뚜 – 학문적 지성에서 석조 건축으로 빛나다 | 메콩 예술과 문학
6. ↑  조각가 부 뚜 – 자연과학과 시각예술의 조화 | 메콩 문학예술
7. ↑  캘리포니아 거주 베트남인 소식: 베트남 석조 예술의 현황